# HMS Lutine
La Lutine fue una fragata que sirvió tanto en la Armada francesa como en la Marina Real británica. Fue botada por los franceses en 1779. Pasó a manos británicas en 1793 y entró en servicio con el nombre de HMS Lutine. Se hundió entre las islas Frisias occidentales durante una tormenta en 1799.

## Historial
Fue construido como fragata francesa de la clase Magicienne, con 32 cañones, y botada en Tolón en 1779. Durante la Revolución francesa, Lutine pasó a manos realistas.[cita requerida]
El 18 de diciembre de 1793, fue uno de los dieciséis buques entregados a la flota británica al final del sitio de Tolón, para evitar su captura por los republicanos franceses.
En 1795, fue reconstruida por los británicos como fragata de quinta clase con 38 cañones. A partir de entonces sirvió en el Mar del Norte, donde formó parte del bloqueo de Ámsterdam durante la Primera Coalición.

### Servicio en Francia
En 1780, Lutine, a las órdenes de Cambray, recaló en los puertos de Foilleri, Esmirna y Malta, antes de regresar a Tolón, escoltando un convoy. Ese mismo año, estuvo a las órdenes de Garnier de Saint-Antonin, realizando misiones en el Mediterráneo oriental.
En 1781, bajo el mando de Joseph de Flotte, escolta también convoyes en el Mediterráneo oriental y hace escala en Marsella, Malta, Esmirna y Foilleri. En Atenas, Flotte recibe un antiguo relevo, del que informa al ministro de Marina Castries.
Del 13 de julio de 1782 al 16 de julio de 1783, continúa las mismas misiones bajo las órdenes de Gineste.

### Servicio en el Reino Unido
Con el estallido de la Guerra de la Primera Coalición, la Lutine fue reembarcada como buque bombardero en 1792.[cita requerida]
El buque fue enviado a Portsmouth en diciembre de 1793 para ser reformado y comisionado como HMS Lutine.
El 9 de octubre de 1799 se hundió durante una tormenta en Vlieland, en las islas Frisias Occidentales, mientras transportaba un gran cargamento de oro. El desplazamiento de los bancos de arena interrumpió los intentos de salvamento, y la mayor parte de la carga nunca se recuperó. La Lloyd's de Londres ha conservado la campana rescatada, la campana Lutine, que ahora se utiliza con fines ceremoniales en su sede de Londres.
En octubre de 1799, bajo el mando del capitán Lancelot Skynner, se dedicó a transportar alrededor de 1,2 millones de libras en lingotes y monedas (cuyo valor equivaldría a 149 millones de libras en 2024), desde Yarmouth a Cuxhaven, con el fin de proporcionar fondos a los bancos de Hamburgo para evitar un desplome de la bolsa y, posiblemente, para pagar a las tropas en Holanda Septentrional. En la noche del 9 de octubre de 1799, durante un fuerte vendaval del noroeste, el barco fue arrastrado por la corriente de la marea que desembocaba en el Waddenzee hasta un banco de arena en Vlie, frente a la isla de Terschelling, en las islas Frisias Occidentales. Allí se convirtió en un siniestro total. Todos menos uno de sus aproximadamente 240 pasajeros y tripulantes perecieron en el mar rompiente.

El capitán Portlock, comandante de la escuadra británica en Vlieland, informó de la pérdida, escribiendo al Almirantazgo en Londres el 10 de octubre:
"Señor, con extremo dolor tengo que comunicarle el melancólico destino del H.M.S. Lutine, cuyo barco chocó contra la orilla exterior del paso de la isla Fly [anglicismo de 'Vlie'] en la noche del día 9 con un fuerte vendaval del NNW, y mucho me temo que la tripulación, con la excepción de un hombre, que se salvó en una parte del naufragio, ha perecido.[cita requerida]
Este hombre, cuando fue recogido, estaba casi exhausto. En la actualidad se encuentra bastante recuperado, y cuenta que el Lutine zarpó de Yarmouth Roads en la mañana del día 9 con destino al Texel, y que llevaba a bordo una considerable cantidad de dinero.[cita requerida]
El viento soplaba fuerte del noroeste y la marea de sotavento estaba subiendo, lo que hizo imposible que los Schowts [probablemente schuits, barcos pesqueros locales] u otros barcos salieran a ayudarla hasta el amanecer, y en ese momento no se veían más que partes del naufragio.[cita requerida]

Haré todo lo posible por salvar lo que pueda del naufragio, pero por la situación en que se encuentra, me temo que poco se podrá recuperar".

## Campana de Lutine
La campana del buque Lutine fue rescatada el 17 de julio de 1858 y desde ese año cuelga de una plataforma elevada en la llamada Sala de Suscripción de la compañía de seguros marítimos Lloyd's.
Curiosamente, la campana de 48 kg no lleva el nombre del buque, sino la inscripción «ST. JEAN - 1779». Esta contradicción aún no se ha resuelto.

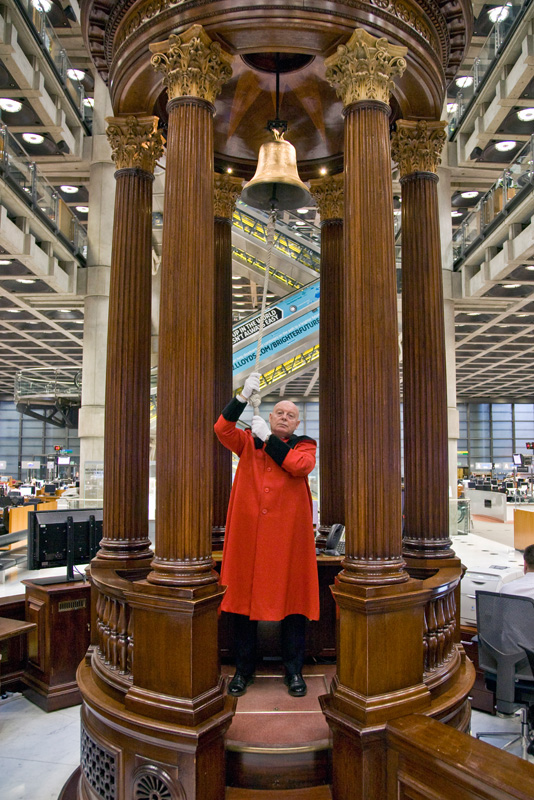
Lloyd's Campana de Lutine

Tradicionalmente, la campana solía sonar una vez cuando se perdía un barco y dos veces cuando reaparecía un barco que se creía perdido. Esto se hacía originalmente para que todos los suscriptores y corredores presentes en la sala se enteraran de la noticia al mismo tiempo. Como la campana se ha resquebrajado con el paso de los años, esto ya no se practica hoy en día.
La campana anunció la última pérdida de un buque en 1979 y el último regreso de un buque en 1989.
Hoy en día, la campana sólo suena en ocasiones especiales, como la muerte de un miembro de la familia real británica o catástrofes de proporciones internacionales, como los atentados terroristas del 11 de septiembre de 2001 o el desastre del tsunami de 2004.
Otra ocasión es el toque anual de los dos minutos de silencio en el Día del Recuerdo.